# Fårö
Fårö je švedski otok, ki leži severno od otoka Gotland (otok). Je tudi drugi največji otok ki pripada Švedski provinci Gotlandiji. Otok ima površino okoli 111.35 km2, od tega 9,5 km2 prekrito z vodami, v večini z močvirjem.
Z otokom so bili povezani tudi nekateri znani ljudje med njimi sta znani švedski režiser Ingmar Bergman, ki je na otoku živel in kasneje tudi umrl, ter slavni politik Olof Palme, ki je tukaj preživljal praznike.

## Deli otoka

### Fårö Fyr(svetilnik Fårö)
Na sevetnozahodnem delu otoka leži svetilnik. Njegova višina je 30 m, zgrajen pa je bil leta 1847. 

### Langhammar
Langhammar je polotok in naravni rezervat na severozahodnem delu otoka.

### Digerhuvud
Na tem delu otoka je rezervat z ribiško vasico Helgumannen.

### Sudersand
Sundersand je turistični del otoka, saj se tam nahaja dolga peščena plaža, leži pa na severovzhodu.